# أناجيل قانونية
الأناجيل القانونية يُقصد بها الأناجيل التي تم قبولها في مجمع نيقية، وهي: إنجيل متى وإنجيل مرقس وإنجيل لوقا وإنجيل يوحنا.